# رايسا سانتانا
رايسا أوليفيرا سانتانا (بالبرتغالية: Raissa Santana‏) (ولد في 6 يوليو 1995) عارضة أزياء برازيلية وحاملة لقب مسابقة ملكة جمال سابقة بعد تتويجها بمسابقة ملكة جمال البرازيل 2016 ومثلت البرازيل في مسابقة ملكة جمال الكون 2016 ,انهت المسابقة بعد تأهلها إلى الدور نصف النهائي حيث حلت ضمن أفضل الثالث عشر متسابقة.

## نشأتها
ولدت رايسا في إيتابيرابا، باهيا، وانتقلت إلى ساو باولو حيث عاشت حتى بلغت السادسة من عمرها، ثم انتقلت مع والدتها، روزينيدي أوليفيرا سانتانا، وأربعة أشقاء إلى أومواراما، شمال غرب بارانا.

## مسابقة ملكة جمال

### ملكة جمال البرازيل 2016
تُوِّجت سانتانا بلقب ملكة جمال البرازيل 2016 ممثلةً ولاية بارانا في 01 أكتوبر 2016. وبفضل هذا الإنجاز، أصبحت رايسا ثاني امرأة سوداء يتم انتخابها على المستوى الوطني بعد 30 عامًا من فوز عارضة أزياء ديزي نونيز من ريو غراندي دو سول، على الرغم من أنها ولدت في باهيا إلا أنها مثلت ولاية بارانا التي عاشت فيها منذ أن كانت في السادسة من عمرها.

### ملكة جمال الكون 2016
مثلت سانتانا البرازيل في مسابقة ملكة جمال الكون 2016، تنافست في مسابقة ملكة جمال الكون الخامسة والستين التي أقيمت في 29 يناير 2017، في مانيلا، الفلبين حيث انتهى بها الأمر ضمن ثلاثة عشر متأهلة إلى الدور نصف النهائي احتلت المركز الثالث عشر.

## حياتها الشخصية
سانتانا عارضة أزياء وطالبة تسويق في البرازيل. وهي ثاني فائزة بلقب ملكة جمال البرازيل من أصل أفريقي برازيلي، بعد ديسي نونيس (1986).

## روابط خارجية
- Miss Brasil pageant official site